# Pueblo Nuevo, Temascaltepec
Pueblo Nuevo är en ort i kommunen Temascaltepec i delstaten Mexiko i Mexiko. Samhället hade 207 invånare vid folkräkningen 2020.